# 西東京市立田無小学校
西東京市立田無小学校（にしとうきょうしりつ たなし しょうがっこう）は、東京都西東京市田無町四丁目にある公立小学校である。

## 概要
学校は西武新宿線の田無駅から西方向に程近く位置し、田無駅北口を出て駅前広場を西方向に進み、田無北口商店街の中を通り抜けると、徒歩で4分程の距離である。

## 沿革

### 経緯
刑部真琴像（2015年5月撮影）

田無小学校の歴史は古く、武蔵野国の士族、刑部鉄太郎（おさかべ てつたろう）の二男の刑部真琴（おさかべ まこと）が、漢学や書を学び、学校では習字を教えながら珠算や数学を学んだことに端を発する。刑部真琴は、1872年（明治5年）明治政府が全国に小学校を設置した「学制」を定めたとき、開港したことで賑わっていた横浜に出て小学校で教鞭を執っていた。
1873年（明治6年）8月25日、神奈川県第十一大区、第八中学区第百二十四番小学、真誠学舎を田無村下宿、当時の密蔵院に開く。
密蔵院と総持寺
田無の寺社は総持寺が一番大きく、元は西光寺と称して新義真言宗、石神井三寶寺末であった。明治初年に同じ宿内の密蔵院、観音寺、両寺を併せ、今の名に改めた。密蔵院はもと西光寺の側にあり、同じく新義真言宗三寶寺末で、除地は三石五斗五升与えられていた。観音寺は宿の西方にあり、同じく新義真言宗三寶寺末であった。以上の三寺は1868年（明治元年）振武軍の駐屯所となった。

### 沿革
- 1873年（明治6年）8月 - 小学真誠学舎を田無町密蔵院に開く[7]。
- 1875年（明治8年）7月 - 田無学校と校名を改称する。
- 1914年（大正3年） - 「柏」（かしわ）の葉3枚の中央に「田」の漢字を描いた現在の校章が出来た。その由来は、柏の木は新芽が出るまで落葉しないこと、そして柏の葉の彫りの深いこと、から愛情深く表裏のない誠実さを象徴している[8]。
- 1925年（大正14年）4月 - 現在地に移転し新校舎を落成した。
- 1947年（昭和22年）4月 - 学制改革により田無町立田無小学校と改称した。
- 1955年（昭和30年） - 児童数が2,040名と最も多かった年である。
- 1967年（昭和42年）1月 - 市制施行により田無市立田無小学校と改称した。
- 2001年（平成13年）1月 - 保谷市との合併により西東京市立田無小学校と改称した。
- 2013年（平成25年）2月 - 西東京市教育委員会の研究指定を受け研究発表を行った。
- 2023年（令和5年）1月 - 全教科 小学校教科担任制等推進指定校となる[9]。

昭和13年の田無町の教育
- 小学校1校、職員数18人（男12人、女6人）、児童数854人（男441人、女413人）、最近3ヶ年間の小学校費（昭和11年16,982円、昭和12年17,271円、昭和13年17,811円）、児童1人当りの平均教育費20円85銭、1戸当りの平均教育費23円74銭。
- 青年学校1校、職員数13人其内訳、校長1人、教諭2人、助教諭3人、指導員6人、講師1人、計13人。生徒数139人、其内訳、普通科6人、本科118人、研究科15人[7]。

## 教育方針
教育目標
○よく考え工夫する子ども
○仲よく 助け合う子ども
○きまりを守り 礼儀正しい子ども
○よく働き 責任をもつ子ども
○健康で ねばり強い子ども
児童数と教員数
| 年度     | 児童総数 | 1年生 | 2年生 | 3年生 | 4年生 | 5年生 | 6年生 | 教員数 | 職員数 |
| -------- | -------- | ----- | ----- | ----- | ----- | ----- | ----- | ------ | ------ |
| 平成23年 | 616人    | 101人 | 103人 | 102人 | 104人 | 104人 | 102人 | 36人   | 0人    |
| 平成24年 | 637人    | 115人 | 103人 | 105人 | 102人 | 104人 | 108人 | 39人   | 0人    |
| 平成25年 | 639人    | 101人 | 119人 | 105人 | 108人 | 104人 | 102人 | 41人   | 0人    |
| 平成26年 | 636人    | 95人  | 104人 | 119人 | 106人 | 108人 | 104人 | 39人   | 0人    |
| 平成27年 | 651人    | 121人 | 94人  | 102人 | 119人 | 110人 | 105人 | 41人   | 1人    |
| 平成28年 | 625人    | 99人  | 116人 | 90人  | 100人 | 114人 | 106人 | 39人   | 1人    |
| 平成29年 | 632人    | 112人 | 101人 | 114人 | 90人  | 100人 | 115人 | 36人   | 1人    |
| 平成30年 | 626人    | 107人 | 107人 | 101人 | 114人 | 96人  | 101人 | 36人   | 1人    |
| 令和元年 | 670人    | 142人 | 106人 | 113人 | 98人  | 115人 | 96人  | 39人   | 1人    |
| 令和2年  | 707人    | 124人 | 141人 | 106人 | 116人 | 101人 | 119人 | 43人   | 1人    |
| 令和3年  | 713人    | 118人 | 125人 | 143人 | 106人 | 117人 | 105人 | 44人   | 1人    |
| 令和4年  | 714人    | 112人 | 116人 | 124人 | 139人 | 106人 | 117人 | 45人   | 1人    |
| 令和5年  | 717人    | 121人 | 113人 | 120人 | 122人 | 134人 | 107人 | 47人   | 2人    |

## 通学区域
住所別通学区域
| 田無町一丁目 - 六丁目 | 田無町七丁目                     | 西原町一丁目 | 緑町一丁目 |
| --------------------- | -------------------------------- | ------------ | ---------- |
| 全域                  | 1番、2番、15番、16番、19番、20番 | 全域         | 2 - 8番    |

## 進学先中学校
住所別通学区域
| 田無第一中学校       | 田無第二中学校       | 田無第三中学校                                      | 田無第四中学校 |
| -------------------- | -------------------- | --------------------------------------------------- | -------------- |
| 田無町四丁目、六丁目 | 田無町一丁目、三丁目 | 田無町五丁目、七丁目 西原町一丁目 緑町一丁目2 - 8番 | 田無町二丁目   |

## その他
「校庭から銃砲など、旧日本軍のものか」 - 2018年7月末-8月初め、管理棟移設工事のため校庭を掘削した際、深さ2mから銃砲や刀など約2900点が見つかり、自衛隊が手投げ弾や銃砲弾を回収した。市教育委員会によると、1925年（大正14年）、現在地に校舎がつくられたとき、近くには軍用機メーカー「中島飛行機」の工場や軍関連工場があったという。戦後に埋められた可能性があり、いつ誰が埋めたかは不明で、なぜ小学校の庭に埋めたのか調べる。
「旧日本軍の訓練用」証言、市教育委員会が調査 - 校庭から発見された大量の武器類は、鉄砲約1400点、刀剣類約1200点、手投げ弾8個、銃砲弾302個など計約2900点、銃砲類と手投げ弾は訓練用で、銃などは傷みが激しい。市教育委員会は周辺住民らへの聞き取り調査を進め、専門家への鑑定依頼などの調査を行っている

## 学区/校区内の主な施設
神社・寺
- 田無神社（田無町三丁目7番）
- 総持寺 (西東京市)（田無町三丁目8番）

官公施設
- 警視庁田無警察署（田無町五丁目2番）

医療施設
- 佐々総合病院（田無町四丁目24番）

主な商業施設
- アスタビルアスタ専門店街（田無町二丁目1番）
- 西友（田無町二丁目1番）

主な企業
- シチズン時計 本社・田無工場（田無町六丁目1番）
- 住友重機械工業 田無製造所（田無町二丁目1番）

## 交通
鉄道
- 西武鉄道 - 田無駅

路線バス
- 西武バス - 田無駅、境03、境04、境07系統（武蔵境駅行）、境04、田43系統（ひばりヶ丘駅・団地経由行）、田44、境07系統（ひばりヶ丘駅・南沢五丁目経由行）、田41系統（保谷駅南口・天神山行）、境03、境05、田42系統（ひばりヶ丘駅・谷戸経由行）

## 関係者
出身者
- 宮崎智彦（サッカー選手、ジュビロ磐田）
- 中野ジロー（作家、一時在籍）

## ギャラリー
- 入学式の当日の正門（2012年4月撮影）
- 講堂での入学式（2012年4月撮影）
- 運動会当日の正門（2013年5月撮影）
- 運動会の玉入れ（2012年6月撮影）
- 運動会の徒競走（2013年5月撮影）
- 運動会の玉送り（2012年6月撮影）